# 维勒讷沃 (意大利)
维勒讷沃（法語：Villeneuve，法語發音：[vilnœv] ⓘ）是意大利瓦莱达奥斯塔大区的一个市镇。总面积8平方公里，人口1257人，人口密度157.1人/平方公里（2009年）。ISTAT代码为007074。